# Disarmonia Mundi
Disarmonia Mundi — музыкальная группа из города Турин, Италия, исполняющая музыку в жанре мелодичный дэт-метал. Раннее творчество относится к прогрессивному дет-металу.

## История группы

### Ранние годы и Nebularium
Disarmonia Mundi основана Этторе Риготти в 2000 году. На первых порах группа несколько раз меняла свой состав, но тем не менее благополучно записала дебютный альбом, «Nebularium». Пластинка была полностью записана Риготти на его домашней студии. Отзывы на альбом позволили группе заключить контракт с лейблом Self для продажи в Италии и c лейблом Cd-Maximum для распространения в России. Проблемы с составом участников помешали исполнению концертов в поддержку «Nebularium» и замедлили процесс записи следующего альбома.

### Новые участники, лейбл и «Fragments of D-generation»
К оставшимся в группе Этторе Риготти и Мирко Андреису примкнул Клаудио Равинале. Коллектив начал работать над новым материалом в тесном сотрудничестве с бывшим вокалистом Бенни Бьянко Кинто.
Чинто работал над текстами песен и вокалом. (Закончив эту работу он присоединился к группе Dying Awkward Angel). Впоследствии промозаписи помогли заключить группе контракт с лейблом Scarlet Records.
В ходе поиска нового фронтмена, Этторе вышел на вокалиста из Soilwork — Бьорна «Speed» Стрида.
Альбом «Fragments of D-Generation» получил положительные отклики Группе пришёл успех после съёмок клипа на песню «Red Clouds». Далее Стрид возвращается к работе над композицией Soilwork «Stabbing the Drama», а Этторе и Клаудио сочиняют музыку и тексты для третьего альбома.

### Мирко и «Mind Tricks»
Во время работы Этторе и Клаудио над новым материалом, Мирко принял решение покинуть группу, чтобы сосредоточиться на других делах. Весь альбом Клаудио и Этторе записывают практически вдвоем, лишь прибегая к помощи Бьорна для записи вокальных партий. Во время записи бывший участник Мирко снял видео на песню «Celestial Furnace».

### Непредвиденные трудности и вынужденный перерыв
С марта по сентябрь 2007 года ни от Клаудио, ни от Этторе практически не поступает никакой новой информации. Лишь в конце сентября Клаудио сообщает, что группа претерпевает трудности из-за того, что до сих пор не получила ни евро от продаж атрибутики. В начале февраля 2008 г. коллектив объявляет, что они уже приступили к написанию нового материала для 4 альбома группы. 

### Переиздание «Nebularium» и «The Restless Memoirs EP»
В начале 2009 Клаудио сообщает, что группа выпустит перезаписанную версию своего первого альбома «Nebularium», в который также войдёт дополнительный компакт-диск с ранее неизданными треками под названием «The Restless Memoirs EP». Альбом выходит в свет 26 июня 2009 года.

### «The Isolation Game»
9 декабря 2009 года выходит новый альбом «The Isolation Game», сочетающий в себе жестокую агрессию, классические гитарные мелодии, экстремальный вокал и запоминающиеся припевы. В некоторых песнях приняли участие в качестве гостя: Бьорн "Speed" Стрид (Soilwork) - вокал и Олоф Мерк (Amaranthe,Nightrage) - гитарное соло.

### «Mind Tricks» расширенная версия
Летом 2011 года группа выпускает в свет расширенную версию альбома «Mind Tricks» с четырьмя бонусными треками. В композиции «Ringside Seat To Human Tragedy» принял участие вокалист Кристиан Альвестам (ex-Scar Symmetry, Solution .45).

### «Cold Inferno»
Исходя из заявления, сделанного 16 Марта 2015 года, следующий альбом группы «Cold Inferno», был выпущен 9 июня 2015 года. Как и в «The Isolation Game», в «Cold Inferno» большая часть вокала была записана Клаудио, чистый вокал был записан Этторе, а Спид появился в нескольких треках. Все инструментальные партии были записаны и спродюсированы Этторе в студии The Metal House.

## Состав

### Нынешний состав
- Этторе Риготти (итал. Ettore Rigotti) — гитара, бас-гитара, ударные, чистый вокал, клавишные
- Клаудио Равинале (итал. Claudio Ravinale) — вокал, тексты

### Бывшие участники
- Мирко Андреис (итал. Mirco Andreis) — бас-гитара
- Бенни Бьянко Кинто (итал. Benny Bianco Chinto) — гроулинг
- Симоне Палермити (итал. Simone Palermiti) — гитара
- Федерико Кальеро (итал. Federico Cagliero) — гитара

### Сессионные участники
- Кристиан Альвестам (швед. Christian Älvestam) - вокал
- Олоф Мерк (швед. Olof Mörck) - гитара

## Дискография
Полноформатные альбомы
- Nebularium (2001)
- Fragments of D-generation (2004)
- Mind Tricks (2006)
- The Isolation Game (2009)
- Cold Inferno (2015)

Мини-альбомы
- Nebularium/The Restless Memoirs (2009)

## Видео
- «Red Clouds» с альбома «Fragments of D-generation»
- «Celestial Furnace» с альбома «MindTricks», размещённая для скачивания на официальном сайте группы